# Pyrenocollema
Pyrenocollema is een geslacht van schimmels behorend tot de familie Xanthopyreniaceae. De typesoort is Pyrenocollema tremelloides.

## Soorten
Volgens Index Fungorum telt het geslacht zeven soorten (peildatum maart 2023):
| Soortnaam                          | Auteur(s)                  | Publicatiejaar |
| ---------------------------------- | -------------------------- | -------------- |
| Pyrenocollema elegans              | R. Sant.                   | 1992           |
| Pyrenocollema halodytes            | (Nyl.) R.C. Harris         | 1987           |
| Pyrenocollema occidentalipamiricum | N.S. Golubk. & Bredkina    | 1971           |
| Pyrenocollema orustense            | (Erichsen) A. Fletcher     | 1992           |
| Pyrenocollema pelvetiae            | (G.K. Sutherl.) D. Hawksw. | 1988           |
| Pyrenocollema tichothecioides      | (Arnold) R.C. Harris       | 1980           |
| Pyrenocollema tremelloides         | Reinke                     | 1895           |